# George Young (athlétisme)
Pour les articles homonymes, voir George Young (homonymie) et Young.
George Young, né le 24 juillet 1937 à Roswell (Nouveau-Mexique) et mort le 8 novembre 2022 à Casa Grande (Arizona), est un athlète américain, qui courait surtout sur 3 000 m steeple.
Il a participé aux Jeux olympiques d'été de 1968 remportant le bronze derrière deux coureurs kenyans Amos Biwott et Benjamin Kogo.

## Palmarès

### Jeux olympiques d'été
- Jeux olympiques d'été de 1968 à Mexico ( Mexique)
  -  Médaille de bronze sur 3 000 m steeple